# Nematogenys inermis
Nematogenys inermis is een straalvinnige vissensoort uit de familie van de bergmeervallen (Nematogenyidae). De wetenschappelijke naam van de soort is voor het eerst geldig gepubliceerd in 1848 door Guichenot.